# Kotka
Kotka è una città di 50617 abitanti, della Finlandia meridionale e situata nella regione del Kymenlaakso.
Il nome in finlandese significa aquila.

## Geografia fisica

### Posizione
Collocata nella parte sud-orientale del paese, è ufficialmente di lingua finlandese, ancorché vi risieda una minoranza di alcune centinaia di abitanti di lingua svedese.

### Arcipelago
Di fronte alla costa della città è presente un arcipelago costituito da un nutrito numero di piccole isole. In particolare, nell'isola di Varissaari sono presenti i resti del Forte Elizabeth, costruito nella seconda metà del XIII secolo dai russi per proteggere la costa dagli attacchi svedesi. Nel 1789 nell'area circostante venne combattuta una violenta battaglia navale tra le due potenze. Il forte venne abbandonato alla fine dell'Ottocento.
Tra le altre è da segnalare l'isola di Pyötinen nel quartiere di Sunila, su cui è presente una fabbrica di cellulosa (con annesse le residenze per gli operai), progettata da un giovane Alvar Aalto.

## Amministrazione

### Gemellaggi
- Fredrikstad - Norvegia
- Gdynia - Polonia
- Glostrup - Danimarca
- Greifswald - Germania
- Klaipėda - Lituania
- Kronštadt - Russia
- Landskrona - Svezia
- Lubecca- Germania
- Érd - Ungheria
- Tallinn - Estonia
- Gevgelija - Macedonia del Nord

## Galleria d'immagini

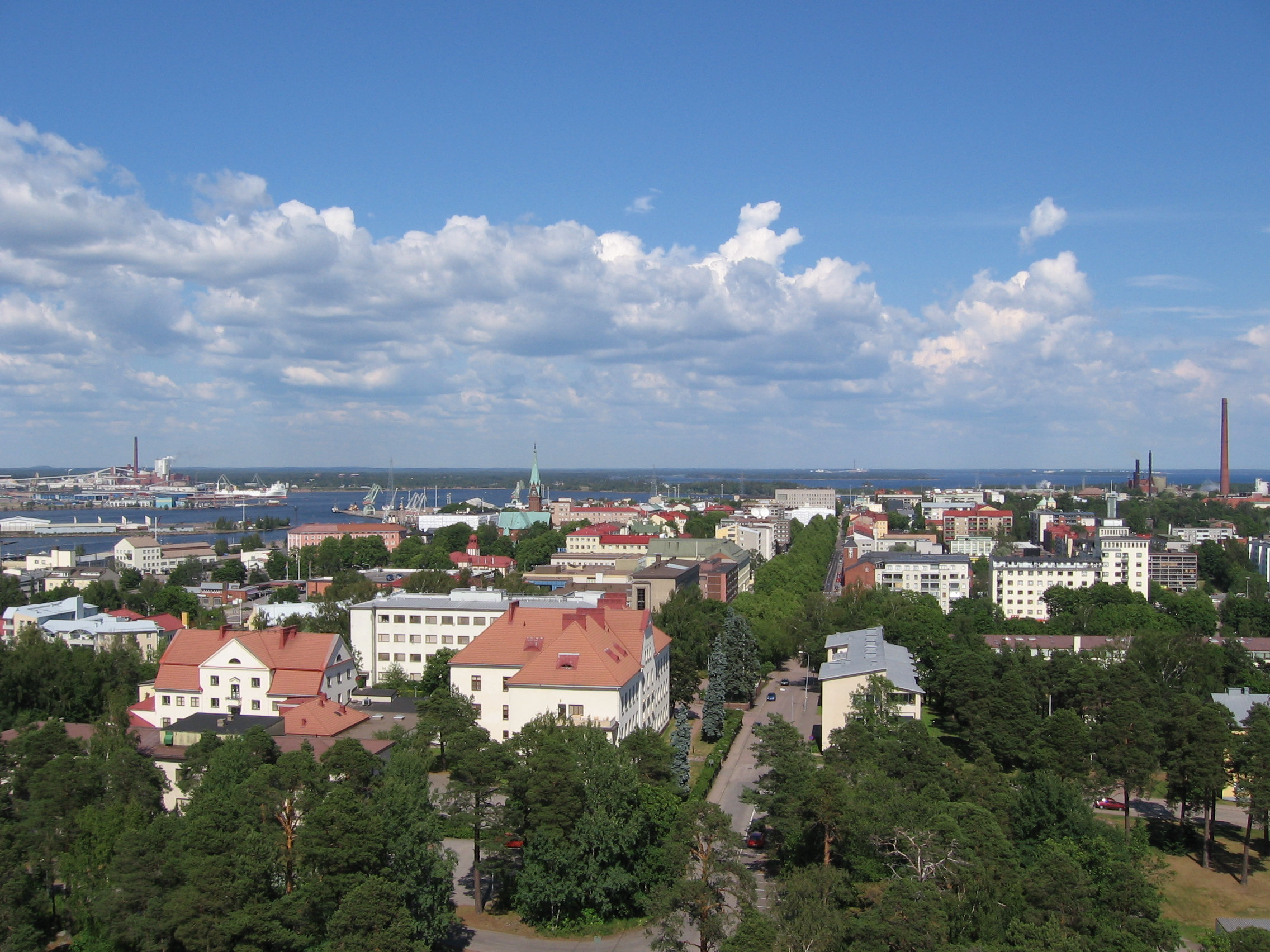
Il centro di Kotka
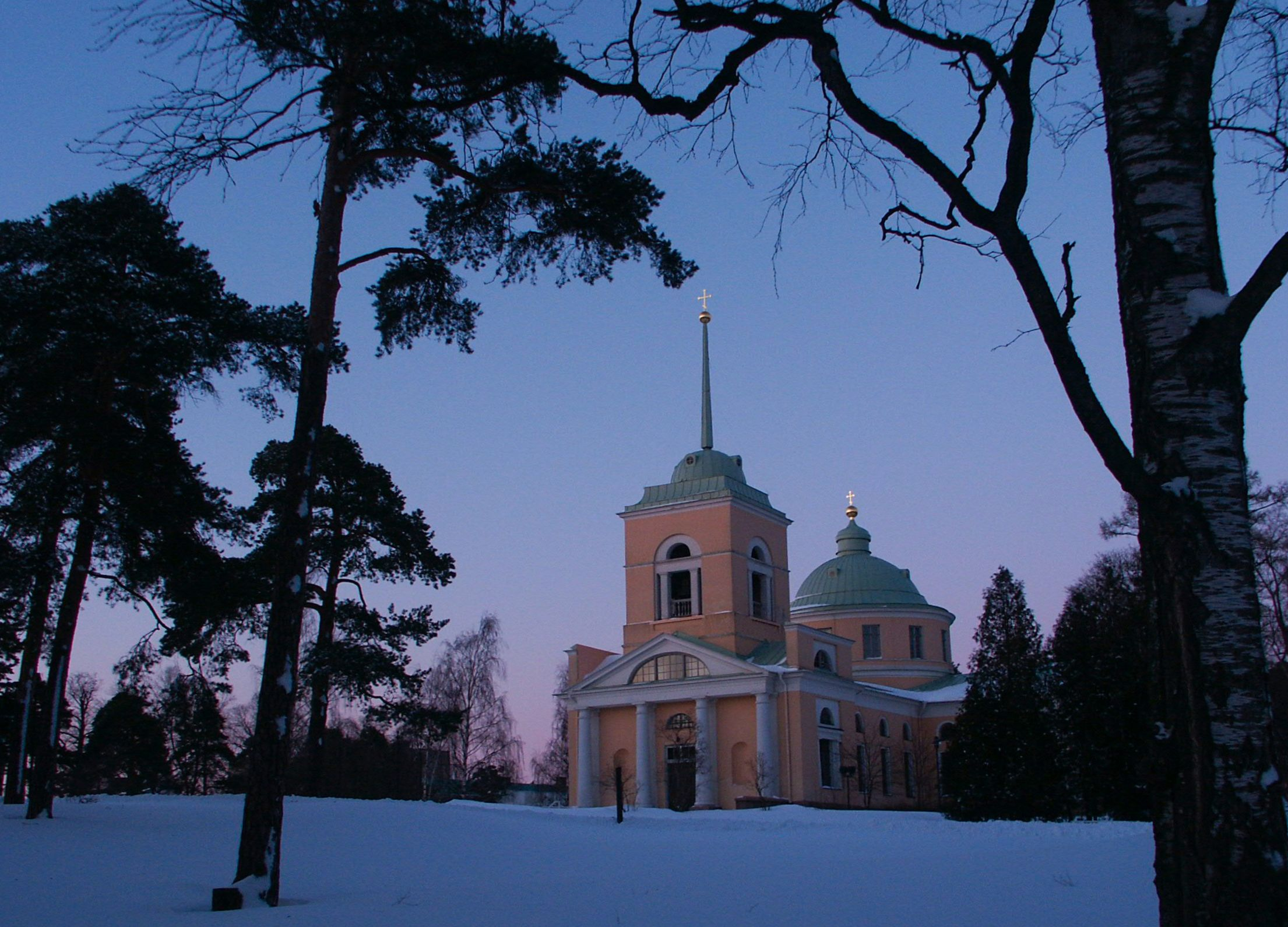
Chiesa ortodossa
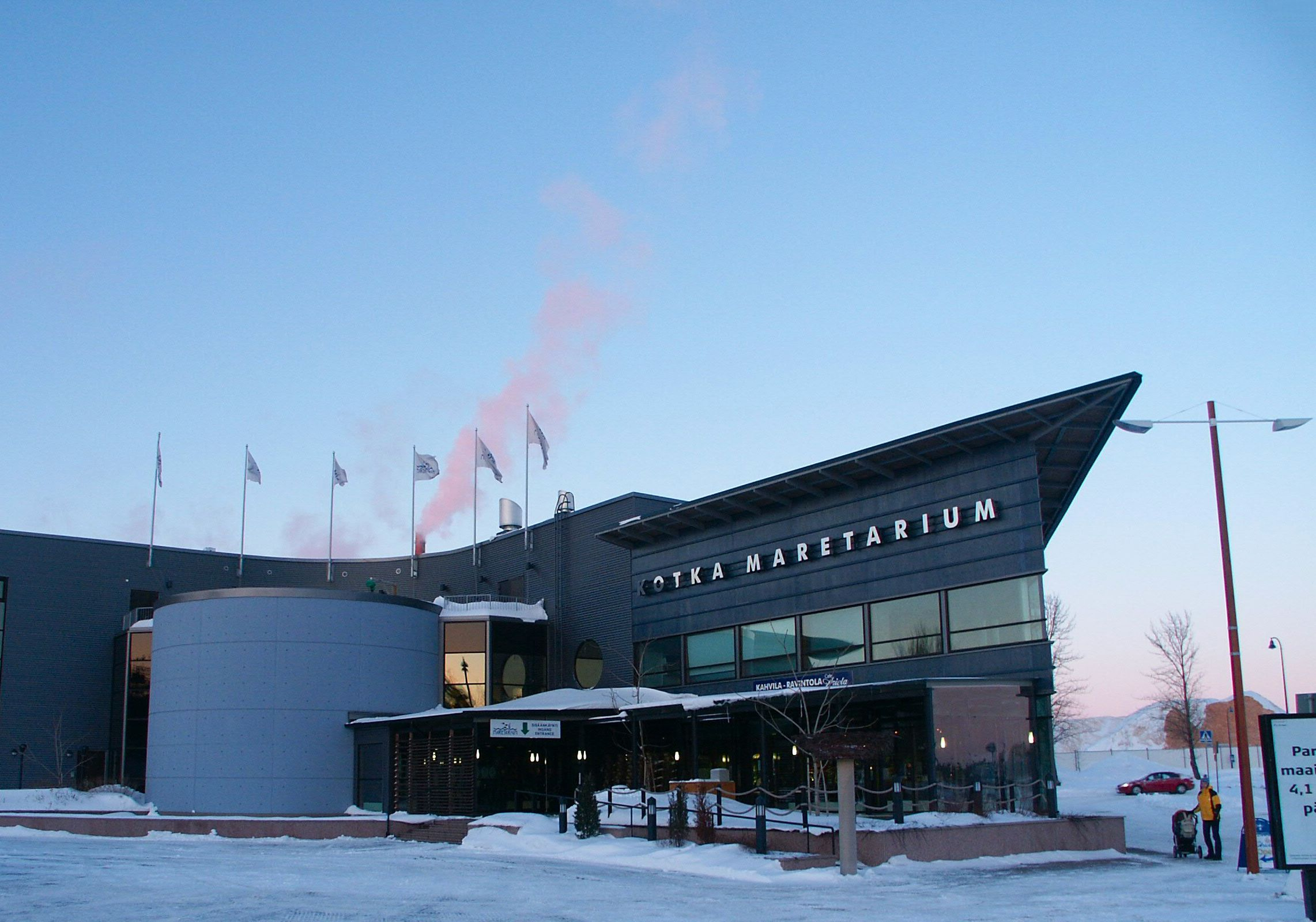
Il Maretarium (anche Aquarium)